# شاهنامه نوبخت
شاهنامه نوبخت یا پهلوی‌نامه یکی از حماسه‌های فارسی است که حبیب‌الله نوبخت شیرازی آن را سروده است. شاهنامه نوبخت رخدادهای تاریخی ایران را پس از هجوم اعراب، یعنی از سده هفتم میلادی تا آغاز عصر پهلوی را بازگو می‌کند. این اثر به سبک شاهنامه فردوسی سروده شده‌ است و واژه‌های عربی در آن بسیار اندک دیده می‌شود، و گفته‌شده که شاعر می‌خواسته ثابت کند که می‌توان یک اثر مفصل ایرانی به وجود آورد که در آن واژهٔ عربی به کار برده نشده‌ باشد. شاعر برای سرودن این حماسه سال‌ها به پژوهش و بررسی پرداخته و منابع مورد استفادهٔ خود را در حاشیهٔ کتاب ذکر کرده‌ است تا کسانی که نیازمند اطلاعات بیشتر هستند، بتوانند دانش لازم را از طریق رجوع به آن بیابند.
در آغاز كتاب مقدمه‌ای دربارۀ ایران باستان و زبان مادری و پاسداری زبان پارسی آمده است. این کتاب در ده جلد تنظیم شده است و جلد اول آن شامل قریب بیست هزار بیت به سال ۱۳۰۷ شمسی و در قطع بزرگ در چاپخانه مجلس به چاپ رسیده است. این اثر به رضا شاه پهلوي اهدا شده است.

## نمونه‌ای از شاهنامه نوبخت
| چو روز دگر شد فراوان سپاه        |  | سوی بارهٔ دژ شدند ازدو راه        |
| یک از پشت کوه و یک از پیش گرد    |  | بسی برنیامد که بر شد نبرد        |
| سپاه یزید از دو سو حمله برد      |  | بس اندر میان کشته شد نامبرد      |
| هم از تیغ کوه و هم از راغ و راه  |  | ببارید پیکان بر ایران سپاه       |
| بگرگانیان راه کین بسته شد        |  | همه دژ پر از کشته و خسته شد      |
| دو روز و دو شب سنک و پیکان و تیر |  | ببارید از آن نیزه‌داران به زیر... |
| وزان رزمگه تازیان شاد و مست      |  | به کشتار خونین گشادند دست        |
| به گرگان کشیدند و آتش چو دود     |  | از آن باره بر شد به چرخ کبود     |
| از آتش هر آنکس که جان بر دو جست  |  | ز شمشیر آن نیزه‌داران نرست        |
| سپهدار تازی در آن کارزار         |  | فزون از دو فرسخ بزد چوب دار      |
| دهشتار و دهقان و هر کس که دید    |  | یکایک بر آن دارها برکشید         |
| کسان دگر را بریدند سر            |  | نه بومی بماندند و نه بوم و بر    |
| ز کوه و ز هامون بسی جوی و نهر    |  | گذر کرد و آمد به نزدیک شهر       |
| که یکسر خون لاله‌گون گشته بود     |  | بیابان چو دریای خون گشته بود     |
| چنان بد که سالار تازی یزید       |  | بدان سان که کردار او را سزید     |
| به سوگند کردی بدینگونه یاد       |  | که یکسر دهد شارسان را به باد     |
| بسی آسیا تا ز بالا به زیر        |  | بگرداند از خون برنا و پیر        |
| وز آن گندمش نان کند روز رزم      |  | بخویشان خوراند به هنگام بزم      |
| چنین گفت و از گفت خود برنگشت     |  | ز خون پخته شد پس از ماه هشت      |